# Caulophyllum thalictroides
Caulophyllum thalictroides е вид растение от разред Ranunculales, семейство Berberidaceae.

## Галерия
- Цвят на растението
- Листа на растението (в Мичиган)
- Плод на растението